# Archibald Baxter
Archibald McColl Learmond Baxter (13 de desembre de 1881 - 10 d'agost de 1970) va ser un socialista, pacifista i objector de consciència neozelandès.

## Primera Guerra Mundial

### Reclutament obligatori
Amb la introducció del reclutament obligatori en virtut de la Llei del servei militar de 1916, Baxter i els seus germans es van negar a registrar-se amb el motiu que 
tota guerra és una equivocació, és inútil i destructiva tant per al vencedor com per al vençut.
Baxter i dos dels seus germans, Alexander i John, van ser arrestats per la policia civil a mitjans de març de 1917 per no haver-se inscrit segons la Llei militar i van ser empresonats per primera vegada a The Terrace Goal, Wellington. Posteriorment van ser traslladats directament al campament militar de Trentham quan les seves apel·lacions com a objectors de consciència van ser rebutjades. El 21 de març, Archibald i John Baxter i William Little, un altre objector, es van negar a posar-se l'uniforme de l'exèrcit; Alexander Baxter es va negar a treballar. Tots van ser jutjats a la cort marcial, tots afirmant que no es consideraven soldats, mai no s'havien ofert voluntaris ni pres el jurament de lleialtat. Cap estava representat per un advocat. Els quatre van ser condemnats a 84 dies de presó amb treballs forçats, servits tant a la presó de Terrace com a la presó de Mount Cook. Al final de la seva condemna havien de ser enviats de nou a Trentham Camp. De tornada a Trentham després de l'alliberament, Archibald Baxter va continuar rebutjant ordres i va ser condemnat a 28 dies de detenció.

### Deportació al front

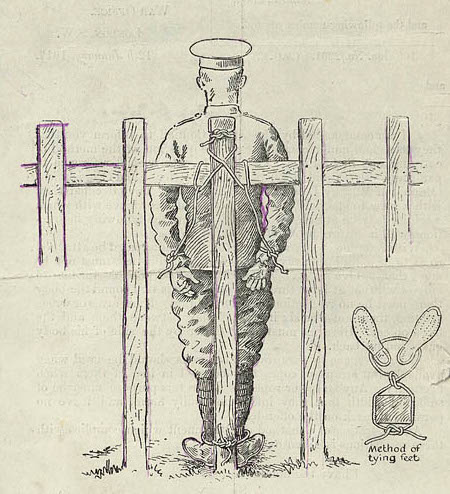
Il·lustració contemporània del càstig de camp Number One al que eren sotmesos els objectors.

El 1917 el ministre de Defensa, Sir James Allen, va decidir que tots els homes que pretenien ser objectors de consciència però no acceptats com a tals havien de ser enviats al front occidental. El 24 de juliol van ser embarcats al vaixell de tropes Waitemata en viatge cap a Ciutat del Cap, on una epidèmia de xarampió a bord va fer que el vaixell s'aturés. Archibald, Jack i Sanderson i algunes tropes van ser traslladades a l'hospital, i les autoritats portuàries van determinar que el vaixell com a no apte per a les tropes, la qual cosa va obligar a utilitzar el vaixell civil Norman Castle per portar el grup militar principal, inclosos els altres objectors, a Anglaterra.
Després de la recuperació, Archibald i els altres dos objectors van ser portats al vaixell civil Llanstephan Castle, arribant a Plymouth, Devon, el 26 de desembre. Baxter encara es negava a posar-se un uniforme o a fer cap feina per a l'exèrcit. Va ser detingut a Sling Camp, Salisbury Plain, i després enviat a França, Folkestone-Boulogne, i després a Étaples. Els diaris britànics de l'època van informar que com que l'havien enviat al front podia ser afusellat per desobeir ordres. Va ser sotmès al càstig de camp Number One.

### Reacció a Nova Zelanda i Anglaterra
A mesura que van arribar noves notícies de la manera inhumana que Baxter havia estat tractat per l'exèrcit, va ser objecte d'una delegació de la Lliga Internacional de Dones al primer ministre i ministre de Defensa en funcions, Sir James Allen el juny de 1918.
El febrer de 1918, el Consell Nacional de Pau de Nova Zelanda, va escriure al ministre de Defensa, James Allen, expressant la seva preocupació pel tractament a Baxter i els altres. Va ser especialment preocupant l'enviament dels objectors al front, on podien ser sotmesos a un tribunal de guerra i afusellats per no lluitar contra l'enemic.

L'actitud de l'exèrcit de l'època envers Baxter es va resumir en una carta del coronel Robert Tate, ajudant general del quarter general militar de Nova Zelanda, en la qual afirmava:
Pel que fa a Archibald Baxter... la simpatia de moltes persones serioses que voldrien que s'alleugés la sort de l'objector de consciència, es desaprofita amb homes [referint-se a Baxter] que no són en cap sentit conscients, sinó que simplement desafien tot control i que no estan disposats a ser sotmesos a cap llei, només a les seves pròpies inclinacions. ...

## Període d'entreguerres
Amb el suport de Millicent, va fundar la branca de Dunedin del Moviment No More War Movement de Nova Zelanda el 1931. El moviment pretenia acabar amb el reclutament militar i promoure el desarmament.

## Segona Guerra Mundial
Els dos fills de Baxter van seguir el pacifisme dels seus pares. El seu fill gran, Terence, va ser empresonat per haver rebutjat el servei militar durant la Segona Guerra Mundial. Les Normes d'emergència del Servei Nacional de 1940, sota les quals va ser cridat, eren gairebé tan limitants per motius d'objecció de consciència com la Llei de 1916. La regla 21 (2) exigia a la persona que s'oposava a demostrar que tenia "... una creença genuïna que és incorrecte participar en la guerra en qualsevol circumstància". El reglament deia, a més, que "L'evidència de pertinença activa i genuïna a un cos religiós pacifista es pot acceptar, en general, com a prova de les conviccions de l'objector..." La pertinença activa i continuada a la Societat d'Amics o Cristadelfs abans de l'esclat de la guerra es va prendre proves suficients. Les Juntes d'Apel·lació creades en virtut de la normativa tendien a tenir una visió molt estreta i de vegades contradictòria dels objectors de consciència. Després d'un cas judicial britànic de l'abril de 1941, aquells que es consideraven objectors polítics era poc probable que fossin acceptats. La continuació del reclutament devia resultar irònic per a Baxter, ja que molts membres de l'ara governant Partit Laborista havien estat empresonats durant la Primera Guerra Mundial per oposar-se al reclutament militar. El primer ministre, Michael Joseph Savage, s'havia oposat molt al servei militar durant aquella guerra.
Durant la guerra, Baxter va ser un membre actiu de la branca de Dunedin de la Peace Pledge Union (Unió de Promesa de Pau) de Nova Zelanda.

## Anys posteriors
Després de la guerra, els Baxters van continuar la seva implicació amb el moviment per la pau. Van pressionar contra les armes nuclears, van donar suport a Amnistia Internacional i van escriure en contra de la guerra del Vietnam, sobre la qual el 1968 Archibald va dir:
…l'única justificació aparent que la guerra ha tingut alguna vegada ha estat que destruint algunes vides podria preservar-ne d'altres. Però ara fins i tot aquesta justificació queda sense valor. Fem la guerra principalment als civils i el respecte a la vida humana sembla haver esdevingut cosa del passat. Acceptar aquesta situació seria acceptar la filosofia del Diable.